# Вашанка
Вашанка — река в России, протекает в Заокском районе Тульской области. Правый приток Вашаны.

## География
Река Вашанка берёт начало у посёлка Горохово. Течёт на юг, пересекает Курское направление Московской железной дороги. Берега реки практически безлесны. Река имеет один крупный приток — 11-километровый ручей Вашанка. Устье реки находится в 48 км по правому берегу реки Вашаны. Длина реки составляет 18 км.
Вдоль течения реки расположены следующие населённые пункты: Горохово, Щеблово, Баранцево, Сасово-Антоньево, Енино и Киреевское.

## Данные водного реестра
По данным государственного водного реестра России, относится к Окскому бассейновому округу, водохозяйственный участок реки — Ока от города Калуга до города Серпухов, без рек Протва и Нара, речной подбассейн реки — бассейны притоков Оки до впадения Мокши. Речной бассейн реки — Ока.
Код объекта в государственном водном реестре — 09010100812110000021838.